# Balcão (jornal)
O Jornal Balcão iniciou a circulação em Belo Horizonte no dia 22 de junho de 1989. No ano seguinte passou a circular duas vezes por semana (quintas-feiras e aos domingos). Foi o primeiro jornal no Brasil a publicar anúncios grátis para particulares. No ano de 1994 inaugurou um moderno parque gráfico. Em 1997 colocou a edição On Line na internet. www.jornalbalcao.com.br
Em 1987 colocou no ar a TV Balcão Anunciou Vendeu o primeiro canal de televisão em Belo Horizonte focado no comércio.